# Мешан
Мешан (средњоперсијски: 𐭬𐭩𐭱𐭠𐭭) је био  провинција Сасанидског царства. Састојао се од партских вазалних краљевстава Месене и Харакене и досезао је подручје на северу дуж реке Шат ел Араб, а затим доњи део од реке Тигар до Мадара и евентуално даље. Њени становници су били Вавилонци, Арапи, Иранци, па чак и неки Индијци и Малајци (Малајци су можда били робови доведени са индијског потконтинента). Покрајина је била веома плодна,било је то најбоље место за садњу јечма према Страбону и простор пошумљен многим стаблима палми. Такође је била важна тргвачкаа провинција дуж Персијског залива.

## Историја
Први владар сасанидске династије, Ардашир I (в. 224–242), је након што је освојио своју родну провинцију, Парс, напао  Мешан, убивши њеног владара, Бандуа. Ардашир је обновио град по имену Карх Мешан и преименовао га је у Астарабад Ардашир. Према фрагменту из манихејског извора, брат сасанидског краља Шапура I (в. 240-270), Михршах, владао је као вазални краљ Мешана - међутим, неки научници сумњају у овај извор. Ардашир је такође изградио (или обновио) град по имену Вахман Ардашир, такође познат као Форат Мешан. За сина Шапура I, Шапур Мешаншах, потврђено је да је владао Мешаном од непознатог датума до његове смрти 260. године, а вероватно га је наследила његова супруга Денаг.
Према натпису краља Нарзеса (в. 293-302), познатог као натпис Паикули, Мешаном је владао ирански аристократа по имену Адурфаробај, који се касније побунио против Нарзеса и подржао  новог претендента на сасанидски престо, Бахрама III. 
Током 5. века, Вахман Ардашир је наизглед наследио Карх Мешан-ом као главни град Мешана, због тога што су га сиријски извори споменули као главни град Мешан.
Лука Обола (Апологос) се налазила  у овој провинцији.

## Становништво
Као и већина других западних сасанидских провинција попут Асуристана, Мешан је био покрајина са различитим етничким групама као што су; Асирци, месенски Арапи и номадски Арапи који су формирали  семитско становништво покрајине заједно са набатејским и палмирским трговцима. Иранци су такође почели да се насељавају у провинцији, заједно са народом Зут, који је пресељен из Индије. Остале индијске [појашњења потребна] групе, попут Малајаца, такође су могле бити пресељене Мешан, било као заробљеници или регрутовани морнари.